# I. e. 10 000 (film)
Az I. e. 10 000 (10,000 BC) egy 2008-as amerikai kalandfilm a német Roland Emmerich rendezésében.
Az őskori időkben játszódó produkció világpremierje 2008. február 10-én volt a berlini Potsdamer Platzon; az észak-amerikai mozik 2008. március 7-étől vetítették, Magyarországon pedig a rákövetkező héten mutatták be.

## Cselekmény
Az Eurázsia hegyei közt elzártan élő yagahl törzs mamutok elejtésével látja el magát. Egyikük, az ifjú vadász, D'Leh megleli szíve választottját a gyönyörű Evolet személyében. Mikor egy csapat titokzatos lovas hadúr feldúlja a yaghalok táborát és magukkal visznek sokakat, köztük a lányt, D'Leh kényszerű vezetője lesz egy maréknyi bátor harcosnak, akik délnek indulnak az emberrablók nyomába. Kalandjaik során megütköznek kardfogú tigrisekkel és rémmadarakkal is. Útjuk kereszteződik más törzsekével, akikre a portyázó lovasok hasonló sorsot hoztak. Együttes erővel menetelnek tovább a fogva tartók felé. Céljukat elérve egy ismeretlen civilizációval szembesülnek egy káprázatos városban, ahol a rabszolgák által felhúzott piramisok az égbe nyúlnak. D'Leh áll az élére azoknak, akik a véget hozzák el a nagy hatalmú istenségnek, aki napszámossorba kényszerítette testvéreiket.

## Szereplők
- Steven Strait mint D'Leh

A Yagahl törzs fiatal mamutvadásza. Ő válik a kiválasztottá, akinek végzete a jóslat szerint a Mindenható elpusztítása. A D'Leh név a német Held, azaz hős szó anagrammája.
- Camilla Belle mint Evolet

D'Leh szerelme és egy másik törzs utolsó hírmondója, akiket a kegyetlen lovas harcosok, a „négy lábon járó démonok” mészároltak le. Fogva tartása során megkötözött kezén egy vadászt mintázó sebhely keletkezik, előrevetítve a Mindenható végzetét. Kék szeme ritka kincs minden törzs között.
- Cliff Curtis mint Tic Tic

D'Leh mentora, a Yagahl törzs vezetője.
- Joel Virgel mint Nakudu

A Yagahlokkal szövetségre lépő, sötét bőrű Naku törzs vezetője.
- Afif Ben Badra mint a hadúr

A négy lábon járó démonok vezetője, aki szemet vet Evoletre.
- Tim Barlow mint a Mindenható

Az atlantisziak három túlélőjének utolsó tagja. Zsarnok, aki a Föld összes emberét rabszolgasorba kívánja taszítani. Magas és sovány, albínó férfi, hosszú fehér palástot és az arcát elfedő fátylat visel. Ismeri a jóslatot, miszerint egy ember véget vet uralmának, s így féli is a „Vadász”-t.
- Omar Sharif mint a narrátor

## Háttér
A film forgatókönyvét Roland Emmerich és Harald Kloser zeneszerző írták. Mikor a projekt zöld utat kapott a Columbia Pictures-nél, John Orloff kezdett egy új vázlatba az eredeti szkript alapján. A stúdió azonban a zsúfolt naptárára hivatkozva ejtette a produkciót, így az a Warner Bros.-hoz került. A forgatókönyv újabb revízión ment át Matthew Sand, majd végül Robert Rodat által. Emmerich visszautasította a nyelvi autentikusságot (amit A passió és az Apocalypto esetében Mel Gibson alkalmazott), mivel úgy vélte, ily módon a film nem lenne érzelmileg megnyerő.
Emmerich 2005 októberének végén kezdte meg a szereplőválogatást. A következő év februárjában jelentették be, hogy Steven Strait és Camilla Belle leszerződött a két főszerepre. A rendező nem szeretett volna túl ismert színészeket, s egyúttal a költségvetést is alacsonyabban kívánta tartani, így esett rájuk a választás.
A munkálatok 2006 tavaszán kezdődtek meg Dél-Afrikában és Namíbiában, de forgatási helyszínek között szerepelt Új-Zéland déli része és Thaiföld is. A felvételeket tizennyolc hónapos kutatómunka és a számítógép-animációs technika fejlesztése előzte meg. A prehisztorikus állatokat két cég elevenítette meg a vásznon. Időspórolás céljából (lévén tizenhat órát vett igénybe egyetlen képkocka renderelése) a CGI-modellek szőrének felét eltávolították, mivel „kiderült, hogy a fele szőr is ugyanolyannak látszik” a rendező számára.

## Fogadtatás
A film javarészt negatív visszajelzéseket kapott a kritikusoktól. A Rotten Tomatoes oldalán, ahol az amerikai újságírók értékeléseit veszik lajstromba, csupán 9%-ban olvasható pozitív álláspont a több mint 130 véleményből. Az összegzés szerint „A tartalom és a történelmi hűség helyett szigorúan a stílusra helyezett hangsúllyal az I. e. 10 000 egy vizuálisan elismerésre méltó, azonban narratívájában gyenge eposz.”

### Bevétel
A bemutató hétvégéjén a film 35,9 millió dolláros bevételt ért el az Egyesült Államokban és Kanadában, ami a legnézettebb filmmé avatta március 7. és 9. között. Az érdeklődés azonban intenzív tempóban csökkent iránta, így a százmillió dolláros határt már nem sikerült elérnie hazájában; világviszonylatban ellenben 269,1 millió dollárt keresett – 94,8 milliót Észak-Amerikában és 174,3 millió dollárnak megfelelő összeget a többi országban. Utóbbiak közül kiemelkedik Mexikó (17,3 millió dollár), Spanyolország (13,1 millió dollár), az Egyesült Királyság (11,3 millió dollár) és Kína (10,9 millió dollár) eredménye. Az I. e. 10 000 2008-ban az első film volt, amely átlépte a 200 millió dollárt összbevételét tekintve.